# Sombrero pintao
El sombrero pintao es un accesorio típico y tradicional de Panamá, elaborado con fibras y pigmentos naturales de especies como la Carludovica palmata, (paja de sombrero, bellota), Eleocharis sp (junco), Gynerium sagittatum (caña blanca o caña flecha), entre otras, con la técnica de tejido de manojos de trenzas o crinejas acomodadas en forma de vueltas sobre una horma de madera. 
Ha de notarse que el nombre correcto del sombrero es pintao, siendo incorrecto denominarlo "pintado".  Asimismo, no debe confundirse con el sombrero Panamá, que también es muy popular en el país y lleva su nombre por haber sido altamente comercializado en Panamá durante la fiebre del oro de California y la construcción del Canal de Panamá, sin embargo, los sombreros panamá genuinos son originarios de Ecuador.

## Confección

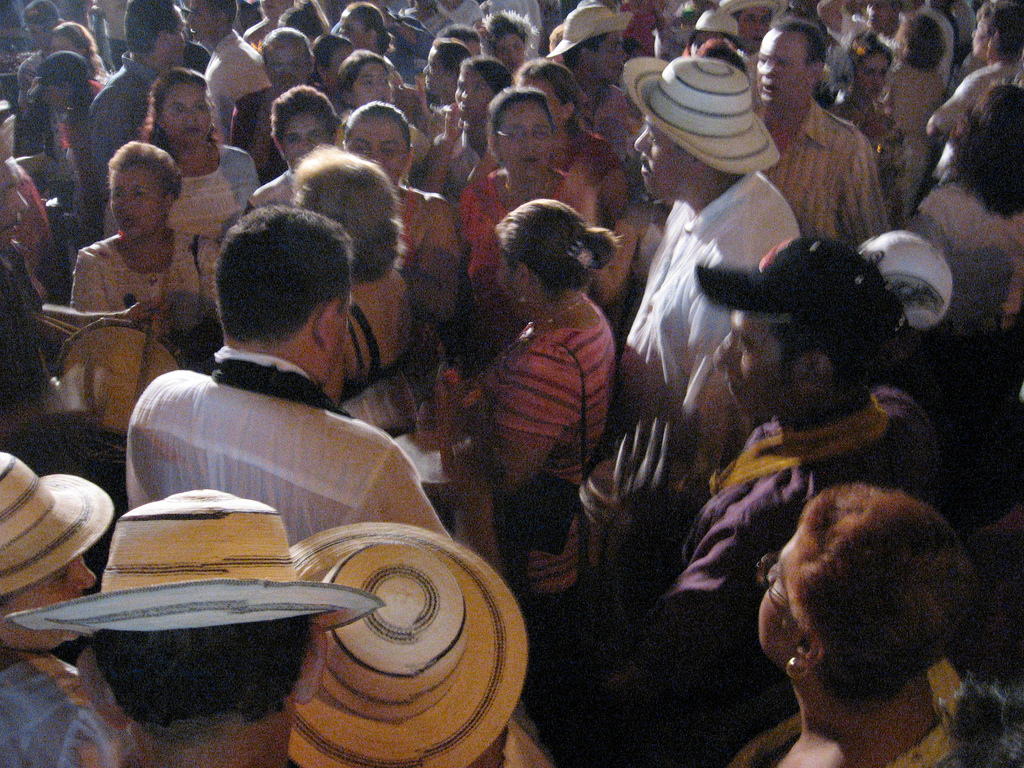
Hombres ensombrerados en tuna del Carnaval de las Tablas.

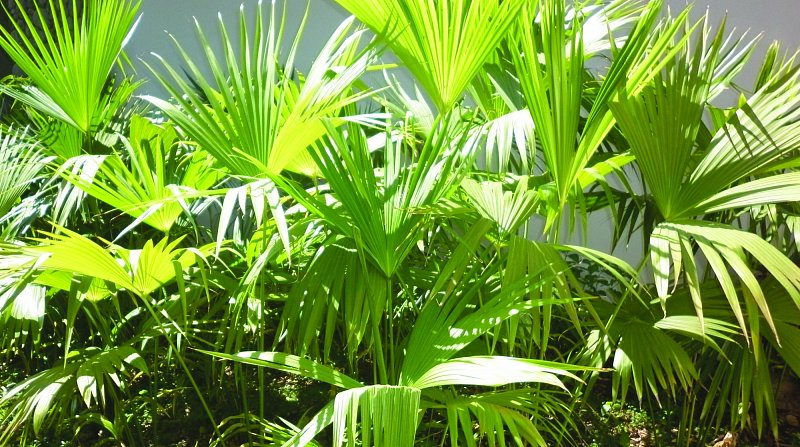
Carludovica palmata, planta de la cual se extrae el material principal para la confección de los sombreros.

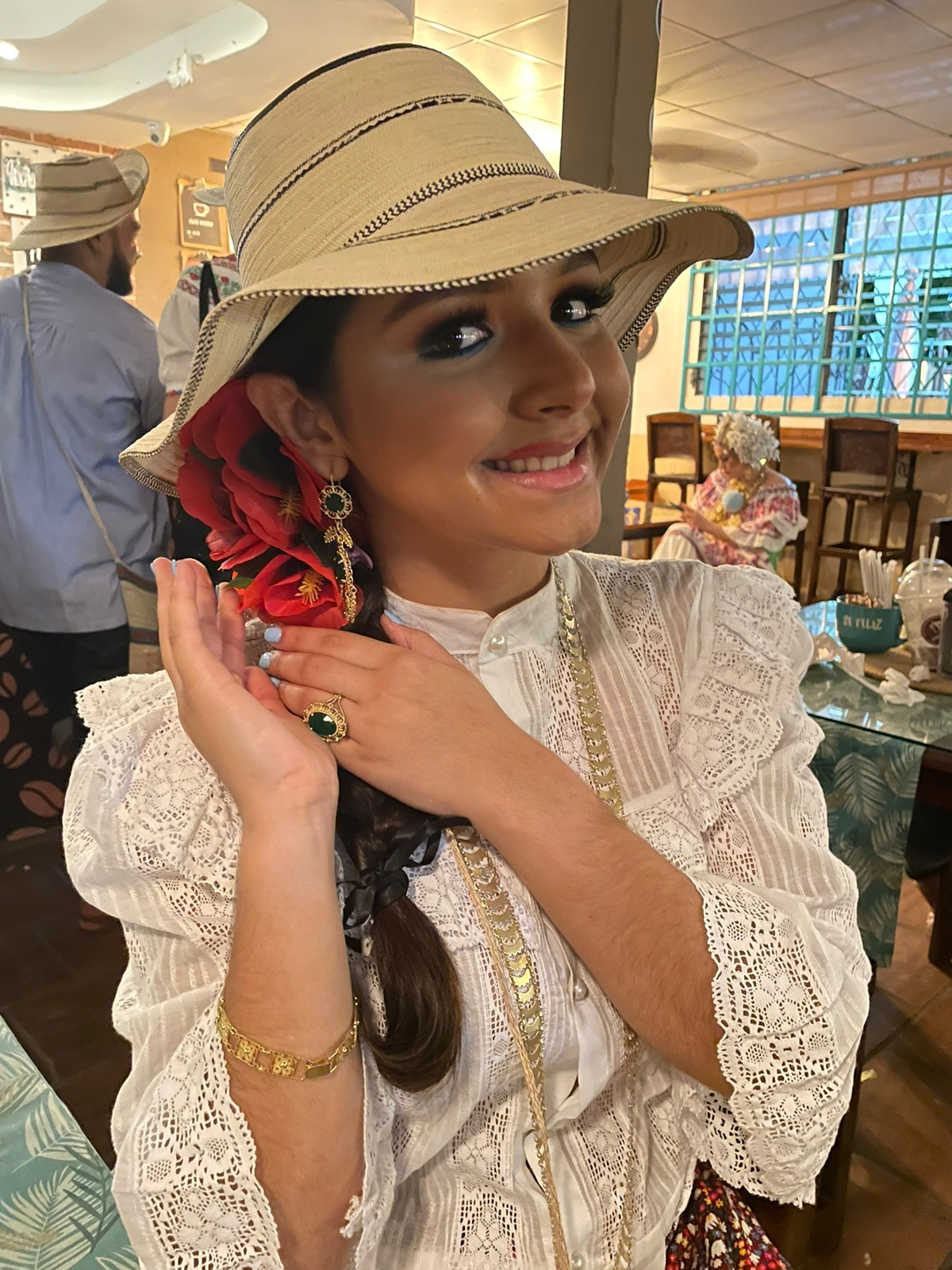
Mujer portando un sombrero pintao.

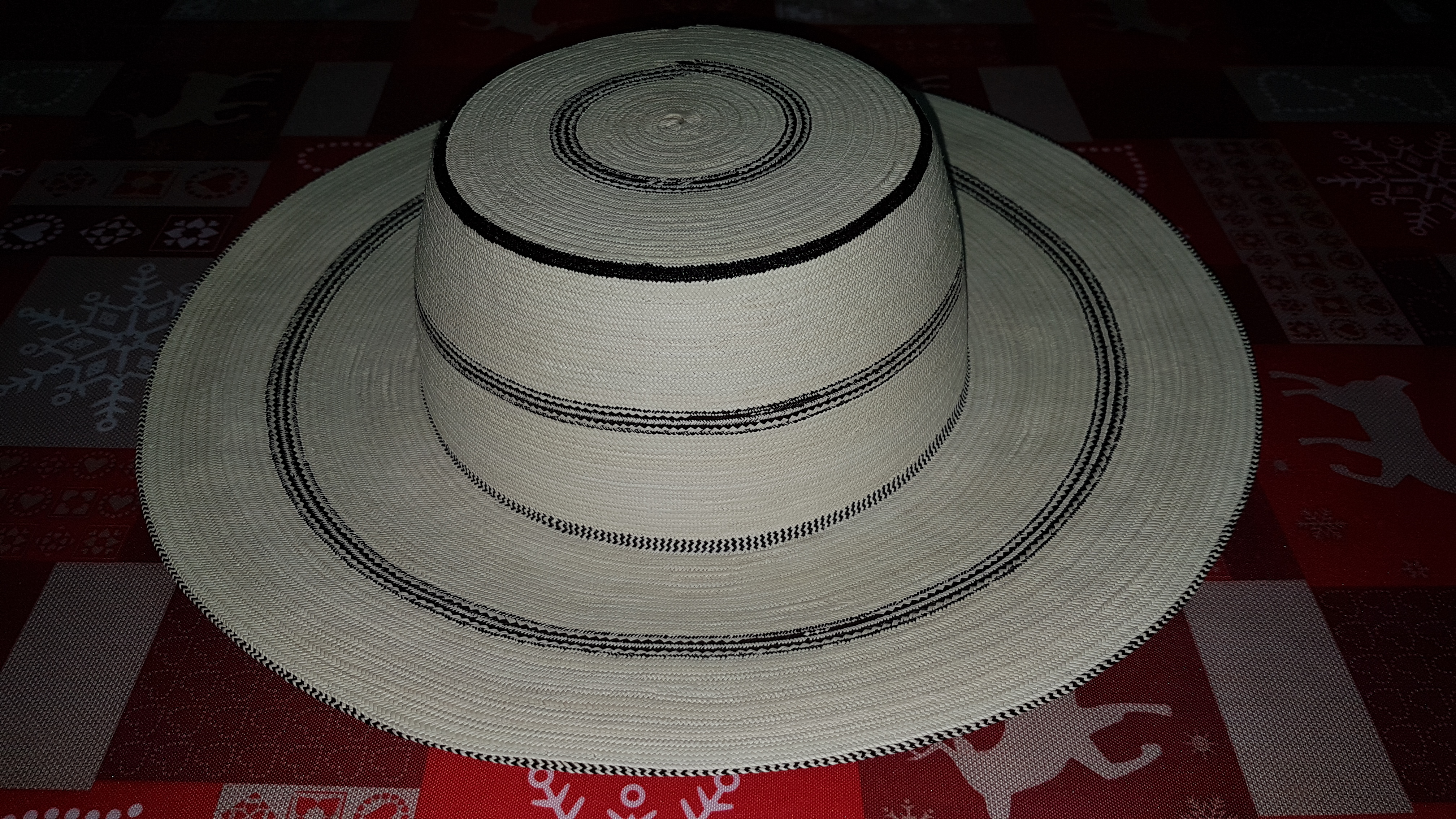
El Sombrero Pintao se clasifica de acuerdo a la cantidad de "vueltas" que posee.

Normalmente se utilizan fibras naturales de junco, bellota o pita, plantas propias del clima tropical húmedo. Para dar el color oscuro de sus bandas características, se utiliza la planta chisná, cuyas hojas se hierven junto a las fibras que han de ser teñidas. No existe hasta ahora un proceso industrial para su confección; todo se hace a mano, mediante técnicas pasadas de generación en generación. Su calidad, tipo y cantidad de vueltas varía en la habilidad del tejedor de sombrero y en el tiempo que este disponga para confeccionarlo.
La confección de sombreros se da mayormente en las provincias centrales de Panamá (Península de Azuero, Veraguas. y principalmente Coclé, donde destaca la comunidad de La Pintada, de cuyo nombre deriva la denominación del sombrero).  La calidad del sombrero pintao se determina por el número de vueltas que éste posee; así, hay sombreros sencillos de 15 vueltas o menos y finísimos de 16 hasta 24 vueltas (para medidas de tamaño grande), en medidas de tamaño normal, un sombrero de 21 vueltas cataloga como fino. Los sencillos se venden en tiendas y puestos ambulantes como recuerdo o souvenir del país y los más finos suelen confeccionarse a pedido por artesanos especializados.

## Usos
El sombrero pintao se confecciona en las provincias centrales de Panamá, pero es en la Provincia de Coclé en donde mayoritariamente se realiza este oficio, específicamente en las comunidades rurales de los distritos de Penonomé y de La Pintada. Entre estas comunidades las más sobresalientes son Las Minas, Bella Vista, Las Pozas, Alto de Los Reyes, Membrillal y Pedregoso de la Pintada. 
Comúnmente se le vincula con el hombre del campo, que suele llevarlo durante sus labores diarias. También es popular su uso durante festividades populares y presentaciones de conjuntos musicales típicos y bailes folclóricos panameños. inicialmente característico del varón, hoy en día puede ser utilizado tanto por hombres como por mujeres.
Se puede utilizar como prenda de vestir en una ocasión de gala y del día a día, ya que no trastoca la costumbre o el patrón folclórico del uso del sombrero tradicional.
La forma en que se lleva el sombrero y como se doble el ala del mismo denota un significado cultural y de estado anímico del portador varón, el cual tiene las siguientes modalidades:
1. Doblez del ala en la parte frontal y posterior del sombrero: modalidad conocida como sombrero a la pedrá, significa que el portador es una persona de éxito que se encuentra en plenitud y conformidad con su vida actual, también es sinónimo de belleza masculina y destreza peleando.
2. Doblez del ala en la parte posterior del sombrero solamente: Indica que el portador es una persona intelectual de amplios conocimientos en una determinada ciencia.
3. Doblez del ala en la parte frontal del sombrero solamente: Quiere decir que el portador es un mujeriego que está dispuesto a todo para conseguir una dama.
4. Ausencia de Doblez en el ala del sombrero: no tiene ningún significado en particular, se utiliza más que todo para protegerse de los rayos del sol en la faena.
5. Ausencia de doblez, inclinando la parte frontal del sombrero hacia adelante: Significa que la persona se encuentra triste y su estado anímico se encuentra afectado, normalmente es utilizado para el luto.
6. Ala frontal agachada y ala posterior hacia arriba: Significa que el poseedor está enfado y esta buscando pelea.